# Ceferino Palencia
Ceferino Palencia y Álvarez (Fuente de Pedro Naharro, Cuenca, 1859-Madrid, 1928) fue un dramaturgo y empresario teatral español, padre del escritor y traductor Ceferino Palencia Tubau y del diplomático Julio Palencia Tubau y abuelo del escritor Ceferino Palencia Oyarzábal, con quienes no debe ser confundido.

## Biografía
Nacido en la localidad conquense de Fuente de Pedro Naharro en 1859, empezó y acabó la carrera de medicina, pero el inesperado éxito de su comedia El cura de San Antonio (1879) le inclinó definitivamente a la farándula. Fue empresario y director, entre otros locales, del Teatro Español.

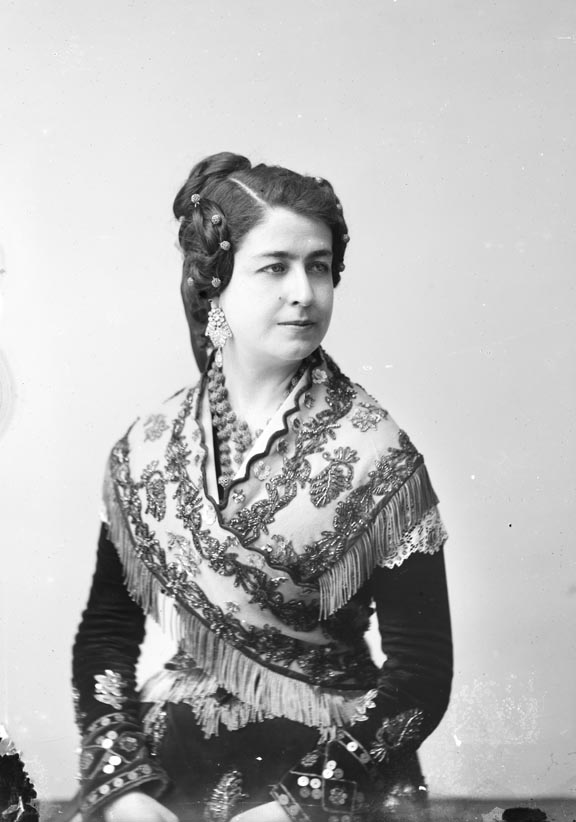
María Tubau, mujer de Ceferino Palencia.

Se casó en 1881 con la actriz María Álvarez Tubau, con cuya colaboración dirigió la famosa compañía teatral a la que dieron nombre y que obtuvo grandes éxitos en giras por España y América. Su repertorio, integrado por sus propias piezas y sobre todo por obras francesas de Victorien Sardou y Alejandro Dumas hijo (entre otros) que él mismo tradujo, sirvió para que el Teatro María Guerrero (entonces llamado Teatro de la Princesa) diera sus primeros pasos allá por 1897.
De la solvencia de su empresa y el prestigio que alcanzó da fe el hecho de que Azorín intentara estrenar con ella, aunque a la postre no lo consiguiera, su pieza La fuerza del amor, aunque también cometió algún patinazo, como rechazar el Juan José del naturalista Joaquín Dicenta, uno de los grandes éxitos del XIX, por ser "un imposible: un drama de gentuza y oliendo a vino". Como director de escena, se recuerda su estreno de La Corte de Napoleón y la Duquesa de La Vallière, en que por primera vez en España empleó el recurso de la lluvia sobre la escena.
En 1915, por fallecimiento de su esposa, la sustituyó en la cátedra de declamación del Conservatorio de Madrid. Fue padre del abogado, escritor y traductor Ceferino Palencia Tubau, casado con la periodista y escritora feminista Isabel Oyarzábal Smith (1878-1974); pero este se vio obligado a exiliarse a México tras la Guerra Civil por su ideología republicana, y allí nació su nieto Ceferino Palencia Oyarzábal, también escritor. También fue hijo suyo el diplomático Julio Palencia Tubau.
Falleció en Madrid el 22 de julio de 1928.
Logró aplausos especialmente a partir de El guardián de la casa (1881), una sátira contra la mala educación de los jóvenes. Escribió después otras comedias, ya de tesis, como La Charra (1884), encaminada a demostrar los daños de adoptar costumbres extranjeras, ya naturalistas, como Nieves, (que mereció la parodia teatral de Enrique Ayuso La calores, o, El niño bonito: parodia de la comedia de Ceferino Palencia "Nieves", en un acto, 1894), ya de simple reconstrucción y colorido de época, como Comediantes y toreros o la Vicaría.
Sus diálogos y ambientaciones son excelentes. Su archivo, formado por más de tres mil documentos, epistolarios y manuscritos de escritores como Miguel de Unamuno, Jacinto Benavente, los hermanos Quintero, Leopoldo Alas, Emilio Castelar, Victoria Kent, Fernando Díaz de Mendoza y Carlos Fernández Shaw, se encuentra en el Museo Nacional del Teatro de Almagro.

## Obras

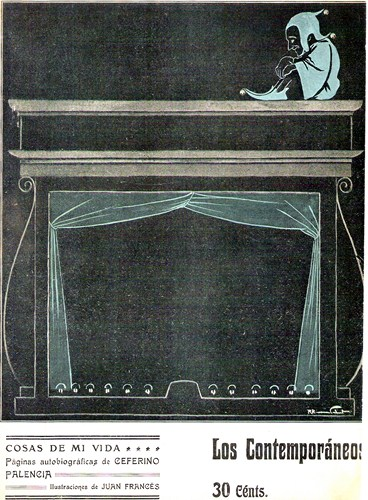
Portada de Cosas de mi vida (1909), de Romero Calvet.

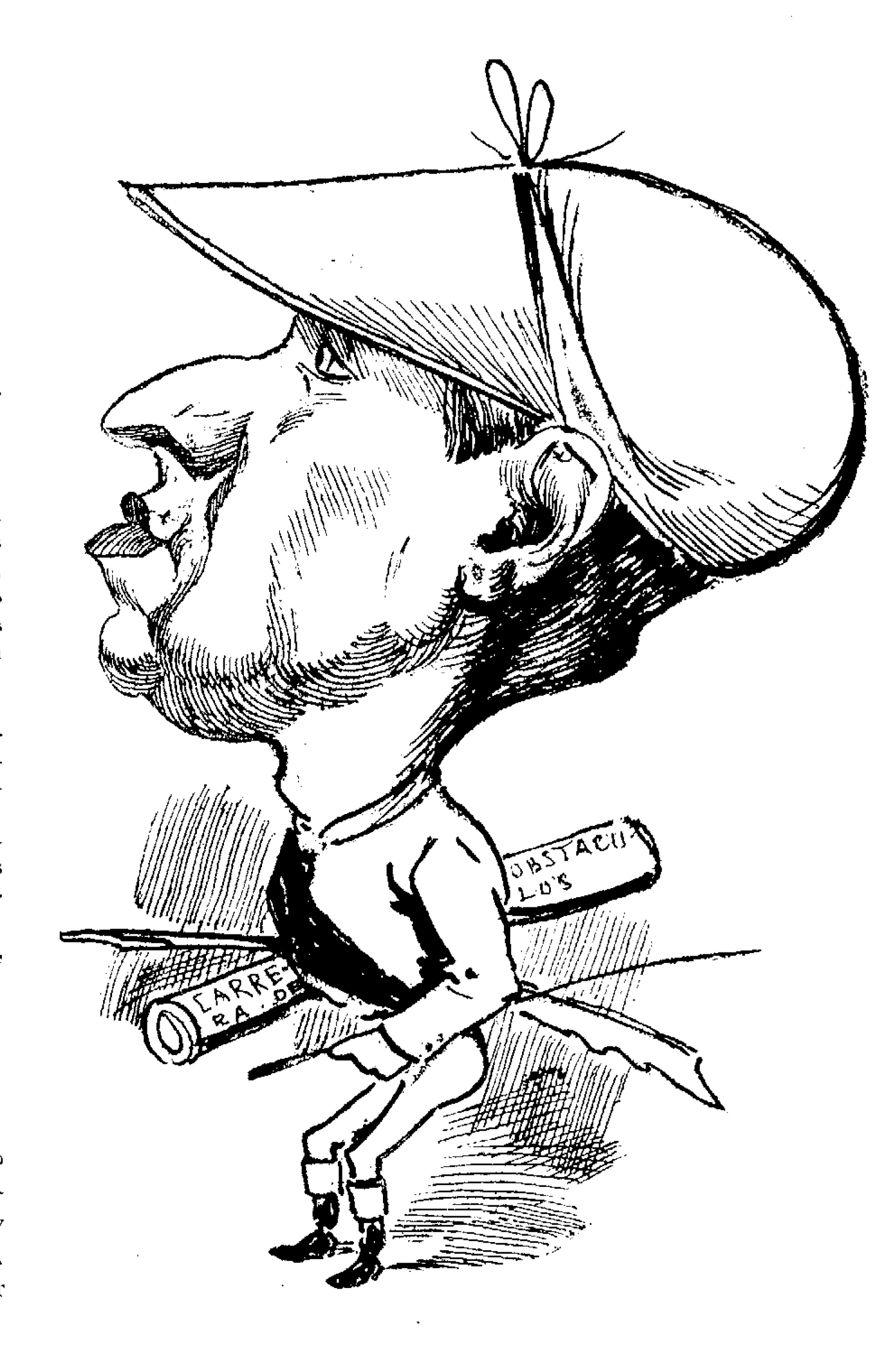
Caricaturizado por Cilla (Madrid Cómico, 1880)

### Autobiografía
- Cosas de mi vida: páginas autobiográficas de Ceferino Palencia, Madrid: Los Contemporáneos, 1909.

### Teatro
- El cura de San Antonio, comedia en tres actos y en verso, Madrid: Hijos de A. Gullón, 1879 y Madrid: Imprenta de José Rodríguez, 1879.
- Carrera de obstáculos, comedia en tres actos y en verso Madrid: Imprenta de José Rodríguez, 1880; 2.ª ed. Barcelona: Imprenta de la Viuda e Hijo de José Martín, sin año, pero 1896.
- En los bosques, 1880.
- El guardián de la casa, comedia en 3 actos y en verso. Madrid: Imp. de La Iberia, 1881 y Madrid, Establecimiento Tipográfico de Álvarez Hermanos, 1884.
- El Desquite (juguete en tres actos y en verso), Madrid: Hijos de A. Gullón, 1881 y Madrid: Impr. de La Iberia, 1881.
- Cariños que matan, Madrid: Impr. de La Iberia, 1882; 2.ª ed. Barcelona: Florencio Fiscowich, editor (Sucesor de Hijos de A. Gullón) en la Imprenta de Luis Tasso Serra, 1885. Con casi el mismo título hay una adaptación: Cariños que matan: ensayo cómico-dramático en tres actos y en prosa; arreglado en obsequio de los niños para sus veladas de Navidad por Cándido. Zaragoza: [s.n.], 1907 (Imprenta La Editorial).
- La charra, Madrid: Florencio Fiscowich, 1884 y Madrid: Impr. de La Iberia, 1884; hay segunda edición en Madrid: Los Contemporáneos núm. 747, 1923.
- Hasta mañana.
- Durand y Durand, comedia en tres actos y en prosa. Madrid: José Rodríguez, 1893.
- Nieves, comedia en tres actos y en verso Madrid: Florencio Fiscowich editor, sucesor de Hijos de A. Gullón (establecimiento tipográfico La Linterna), 1894.
- Pepita Tudó, 1901.[5]
- Decíamos ayer... monólogo en prosa Buenos Aires: Agencia Escámez, 1893.
- Quince minutos de palique.
- Currita Albornoz, 1897.
- ¡Qué vergüenza! Monólogo México: Tip. "El Fénix", 1897 y Barcelona: [s.n., s.a.] (Imp. Suc. de Ramírez y C.ª).
- Traducción de Thomas Brandon, con el pseudónimo de Pero Gil, La Tía de Carlos: comedia en tres actos y en prosa, Madrid, [s. n.], 1897 y Madrid: Prensa Popular, 1919.
- Comediantes y Toreros o la Vicaría. Sainete nuevo, dividido en tres cuadros. Madrid, Florencio Fiscowich, 1897; Madrid: Imp. de Alrededor del Mundo, 1914 y Madrid: Los Contemporáneos núm. 266, ¿192...?
- Las alegres comadres, 1907.
- La nube, 1908.
- La mujer muda. Estrenada en el Teatro de los Niños "Príncipe Alfonso" el 13 de enero de 1910.[6]
- La mala estrella. Estrenada en el Teatro de los Niños "Príncipe Alfonso" el 29 de enero de 1910.[6]
- Al amor de la lumbre, 1910.
- Querella criminal.
- La novicia.
- La bella Pinguito, 1915, estrenada en el Trianón según el Abc y atribuida por alguno al uruguayo Ernesto Herrera.
- Las sorpresas del divorcio. Comedia en tres actos y en prosa. Estrenada en el Teatro Principal de Barcelona, el 10 de septiembre de 1888. Madrid: Florencio Fiscowich, Editor (Imp. de José Rodríguez), 1893; segunda edición en Madrid: Los Contemporáneos (Imp. Alrededor del Mundo), 618, 1920.
- Con Luis Fernández Ardavín, La deseada (zarzuela en dos actos). Madrid: Unión Gráfica, 1916 y 1927.
- Con Emilio González del Castillo, La joven Turquía: zarzuela en dos actos dividido el segundo en dos cuadros. Música de Pablo Luna. Madrid: Impr. La Mundial Artística, 1925 y Madrid: Editorial Siglo XX, Colección comedias, 30, septiembre 1926.